# Remédios
Remédios es una freguesia portuguesa perteneciente al municipio de Ponta Delgada, situado en la Isla de São Miguel, Región Autónoma de Azores. Posee un área de 5,56 km² y una población total de 997 habitantes (2001). La densidad poblacional asciende a 179,3 hab/km². Se encuentra a una latitud de 37°45'N y una longitud 25°33'O. La freguesia se encuentra a 373 m s. n. m. La actividad principal es la agricultura. Está bañada por el océano Atlántico al noroeste. Las montañas se sitúan al suroeste. Actualmente, la mayoría de la población trabaja en Ponta Delgada.

## Freguesiasadyacentes
- Santa Bárbara, sureste
- Sete Cidades, suroeste
- Pilar da Bretanha, noroeste

- Datos: Q1998270
- Multimedia: Remedios (Ponta Delgada) / Q1998270

1. ↑  Worldpostalcodes.org,[https://www.worldpostalcodes.org/l1/pt/pt/portugal/perfil/codigo-postal/9545+-+301 código postal n.º 9545 - 301].